# Newportia monticola
Newportia monticola är en mångfotingart som beskrevs av Pocock 1890. Newportia monticola ingår i släktet Newportia och familjen Scolopocryptopidae. Inga underarter finns listade i Catalogue of Life.